# Trolltjärnen (Norrbärke socken, Dalarna, 666076-147432)
Trolltjärnen är en sjö i Smedjebackens kommun i Dalarna och ingår i Norrströms huvudavrinningsområde.